# Campeonato caboverdiano de fútbol 2005
El Campeonato caboverdiano de fútbol 2005 es la 26ª edición desde la independencia de Cabo Verde. Empezó el 14 de mayo de 2005 y terminó el 16 de julio de 2005. El torneo lo organiza la Federación caboverdiana de fútbol (FCF).
Sporting Clube da Praia es el equipo defensor del título. Un total de 12 equipos participaron en la competición, el campeón de la edición anterior y los campeones de las 11 ligas regionales

## Equipos participantes
- Sport Clube Sal Rei campeón del Campeonato caboverdiano de fútbol 2004
- Desportivo Estância Baixo subcampeón del Campeonato regional de Boavista
- Morabeza campeón del Campeonato regional de Brava
- Académica do Fogo campeón del Campeonato regional de Fogo
- Onze Unidos; campeón del Campeonato Regional de Fútbol de Maio
- Académica do Sal campeón del Campeonato regional de Sal
- Paulense Desportivo Clube campeón del Campeonato regional de Santo Antão Norte
- Académica do Porto Novo campeón del Campeonato regional de Santo Antão Sur
- Desportivo Ribeira Brava campeón del Campeonato regional de São Nicolau
- FC Derby campeón del Campeonato regional de São Vicente
- Flor Jovem campeón del Campeonato regional de Santiago Norte
- Sporting Clube da Praia campeón del Campeonato regional de Santiago Sur

### Información de los equipos
| Equipo                    | Localidad             |
| ------------------------- | --------------------- |
| Académica do Fogo         | São Filipe            |
| Académica do Porto Novo   | Porto Novo            |
| Académica do Sal          | Espargos              |
| FC Derby                  | Mindelo               |
| Desportivo Estância Baixo | Estância Baixo        |
| Flor Jovem                | Calheta de São Miguel |
| Morabeza                  | n/d                   |
| Onze Unidos               | Vila do Maio          |
| Paulense Desportivo Clube | Paul                  |
| Desportivo Ribeira Brava  | Ribeira Brava         |
| Sport Clube Sal Rei       | Sal Rei               |
| Sporting Clube da Praia   | Praia                 |

## Tabla de posiciones
Grupo A
|   | Equipo                    | PJ | PG | PE | PP | GF | GC | DG | PTS |
| - | ------------------------- | -- | -- | -- | -- | -- | -- | -- | --- |
| 1 | Académica do Sal (C)      | 5  | 4  | 1  | 0  | 10 | 4  | +6 | 13  |
| 2 | Sport Clube Sal Rei (C)   | 5  | 3  | 1  | 1  | 9  | 6  | +3 | 10  |
| 3 | Académica do Fogo         | 5  | 2  | 1  | 2  | 10 | 7  | +3 | 7   |
| 4 | Paulense Desportivo Clube | 4  | 1  | 1  | 2  | 7  | 6  | +1 | 4   |
| 5 | Desportivo Ribeira Brava  | 5  | 0  | 3  | 2  | 4  | 9  | -5 | 3   |
| 6 | Flor Jovem                | 4  | 0  | 1  | 3  | 4  | 12 | -8 | 1   |

Grupo B
|   | Equipo                      | PJ | PG | PE | PP | GF | GC | DG  | PTS |
| - | --------------------------- | -- | -- | -- | -- | -- | -- | --- | --- |
| 1 | Sporting Clube da Praia (C) | 5  | 4  | 1  | 0  | 24 | 2  | +22 | 13  |
| 2 | FC Derby (C)                | 5  | 4  | 1  | 0  | 23 | 3  | +20 | 13  |
| 3 | Onze Unidos                 | 5  | 3  | 0  | 2  | 11 | 7  | +4  | 9   |
| 4 | Académica do Porto Novo     | 5  | 2  | 0  | 3  | 9  | 18 | -9  | 6   |
| 5 | Desportivo Estância Baixo   | 5  | 1  | 0  | 4  | 7  | 26 | -19 | 3   |
| 6 | Morabeza                    | 5  | 0  | 0  | 5  | 4  | 22 | -18 | 0   |

(C) Clasificado

## Resultados
| Ribeira Brava        | 0 - 3 | Paulense      |      | 14 de mayo |
| Académica Fogo       | 0 - 1 | Sal Rei       |      | 14 de mayo |
| Flor Jovem           | 1 - 2 | Académica Sal |      | 5 de junio |
| Estância Baixo       | 1 - 2 | Derby         |      | 14 de mayo |
| Académica Porto Novo | 3 - 1 | Morabeza      |      | 14 de mayo |
| Sporting Praia       | 2 - 0 | Onze Unidos   | Coco | 5 de junio |

| Paulense      | 2 - 2  | Académica Fogo       | 21 de mayo |
| Académica Sal | 1 - 1  | Ribeira Brava        | 21 de mayo |
| Sal Rei       | 3 - 1  | Flor Jovem           | 21 de mayo |
| Derby         | 10 - 1 | Académica Porto Novo | 21 de mayo |
| Onze Unidos   | 5 - 1  | Estância Baixo       | 21 de mayo |
| Morabeza      | 1 - 6  | Sporting Praia       | 22 de mayo |

| Paulense             | 1 - 2 | Académica Sal  |                | 28 de mayo |
| Ribeira Brava        | 2 - 2 | Sal Rei        |                | 28 de mayo |
| Académica Fogo       | 6 - 1 | Flor Jovem     | 5 de Julho     | 28 de mayo |
| Derby                | 3 - 0 | Onze Unidos    |                | 28 de mayo |
| Estância Baixo       | 3 - 2 | Morabeza       |                | 28 de mayo |
| Académica Porto Novo | 0 - 2 | Sporting Praia | Amílcar Cabral | 28 de mayo |

| Académica Sal  | 3 - 0  | Académica Fogo       | 11 de junio |
| Sal Rei        | 2 - 1  | Paulense             | 11 de junio |
| Flor Jovem     | 1 - 1  | Ribeira Brava        | 11 de junio |
| Onze Unidos    | 3- 1   | Académica Porto Novo | 11 de junio |
| Sporting Praia | 13 - 0 | Estância Baixo       | 11 de junio |
| Morabeza       | 0 - 7  | Derby                | 12 de junio |

| Académica Sal        | 2 - 1 | Sal Rei        | 18 de junio |
| Académica Fogo       | 2 - 0 | Ribeira Brava  | 18 de junio |
| Flor Jovem           | canc. | Paulense       | 19 de junio |
| Onze Unidos          | 3 - 0 | Morabeza       | 18 de junio |
| Sporting Praia       | 1 - 1 | Derby          | 18 de junio |
| Académica Porto Novo | 4 - 2 | Estância Baixo | 18 de junio |

## Fase Final
|  | Semifinales             | Semifinales             | Semifinales | Semifinales | Semifinales |   |                         | Final                   | Final | Final | Final | Final |
|  |                         |                         |             |             |             |   |                         |                         |       |       |       |       |
|  | Sport Clube Sal Rei     | Sport Clube Sal Rei     | 2           | 1           | 3           |   |                         |                         |       |       |       |       |
|  | Sporting Clube da Praia | Sporting Clube da Praia | 1           | 6           | 7           |   |                         |                         |       |       |       |       |
|  |                         |                         |             |             |             |   | Sporting Clube da Praia | Sporting Clube da Praia | 1     | 3     | 4     |       |
|  |                         | FC Derby                | FC Derby    | 1           | 4           | 5 |                         |                         |       |       |       |       |
|  | FC Derby                | FC Derby                | 4           | 0           | 4           |   |                         |                         |       |       |       |       |
|  | Académica do Sal        | Académica do Sal        | 1           | 0           | 1           |   |                         |                         |       |       |       |       |

### Semifinales
| 25 de junio de 2005 | Sport Clube Sal Rei | 2:1 | Sporting Clube da Praia |  |  |
|                     | Ravs 40' · Cai 90'  |     | João di Lélé 2'         |  |  |

| 25 de junio de 2005 | FC Derby                                   | 4:1 | Académica do Sal | Estadio Alcindo Nascimento, Mindelo |  |
|                     | Neu 12' · Amadeu 29' · Pate 78' · Bafa 81' |     | Bento 34'        |                                     |  |

| 2 de julio de 2005 | Sporting Clube da Praia                        | 6:1 | Sport Clube Sal Rei | Estadio de Várzea, Praia |  |
|                    | Zé di Tchetcha · João di Lélé · Gerson · Di II |     | Ravs                |                          |  |

| 2 de julio de 2005 | Académica do Sal | 0:0 | FC Derby |  |  |

### Final
| 9 de julio de 2005 | Sporting Clube da Praia | 1:1 | FC Derby | Estadio de Várzea, Praia |  |
|                    | Di I 43'                |     | Kely 56' |                          |  |

| 16 de julio de 2005 | FC Derby                              | 4:3 | Sporting Clube da Praia                  | Estadio Alcindo Nascimento, Mindelo |  |
|                     | Paty 15' 48' · Tubola 41' · Djica 80' |     | Kula 85' · Di I 87' · Zé di Tchetcha 90' |                                     |  |

| Campeón FC Derby 3.o título |

## Estadísticas
- Máximo goleador: Zé di Tchecha: 14 goles. (Sporting Praia)
- Mayor goleada: Sporting Praia 13 - 0 Estância Baixo (11 de junio)